# カラカラ浴場

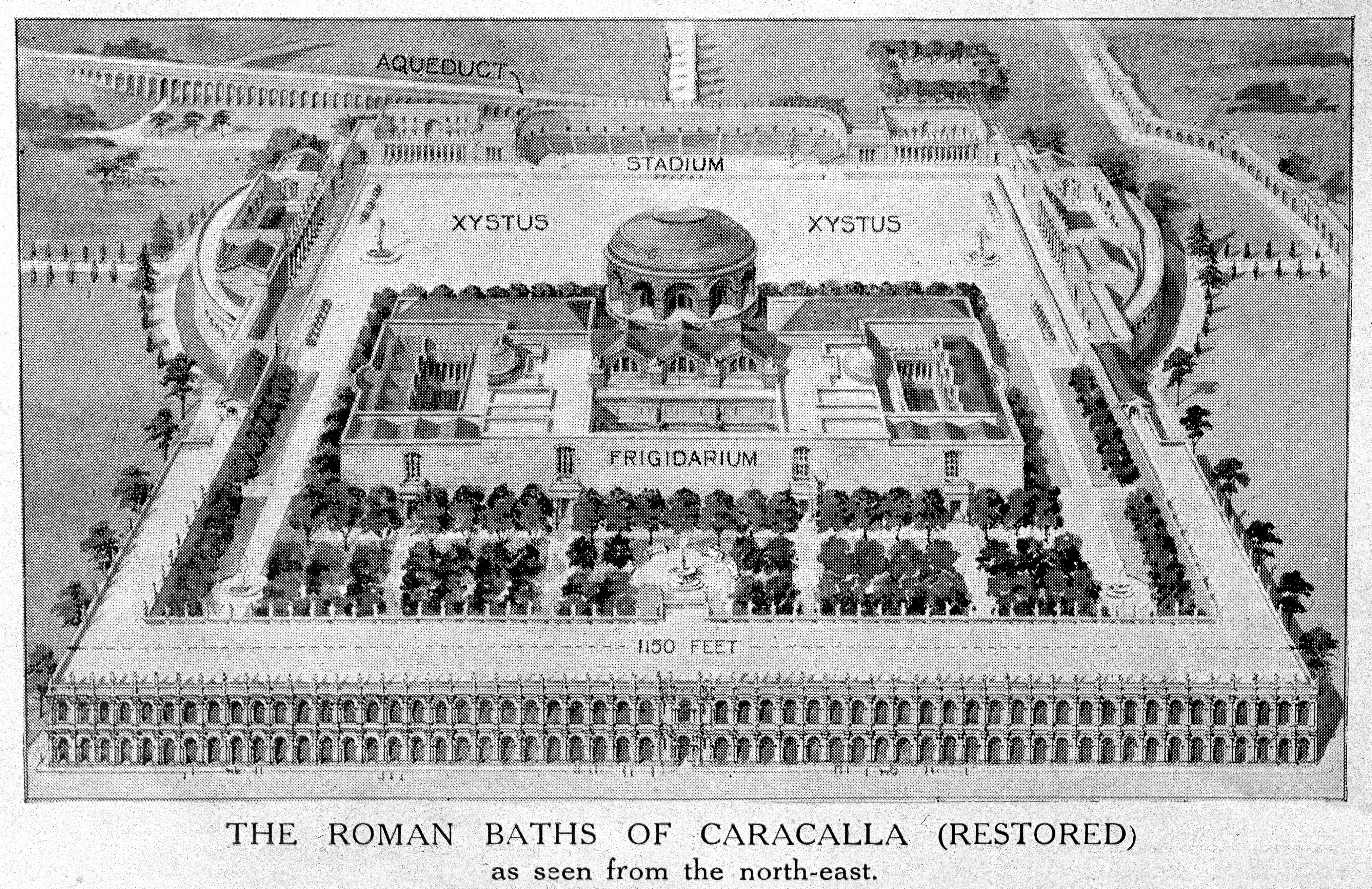
当時のカラカラ浴場の想像図

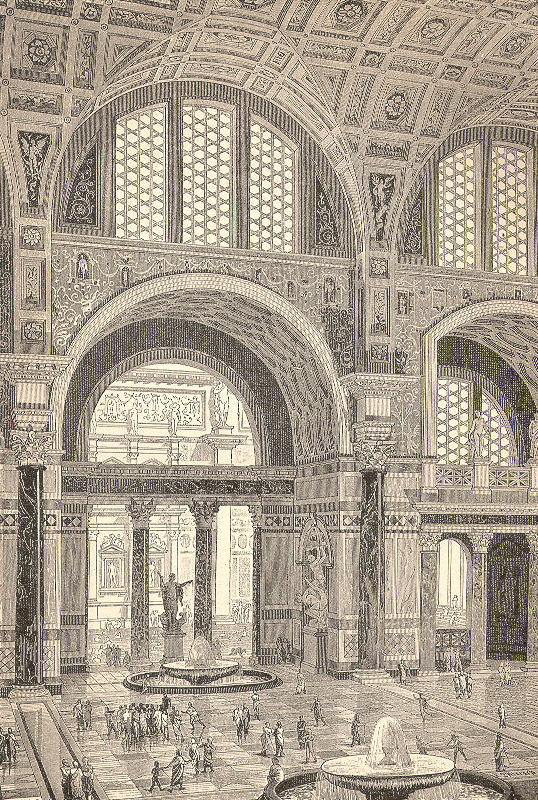
当時のカラカラ浴場の内部の想像図

カラカラ浴場（カラカラよくじょう、ラテン語: Thermae Caracallae，イタリア語: Terme di Caracalla）は、セプティミウス・セウェルス帝の計画を引き継ぎ、ローマ帝国第22代皇帝カラカラがローマ市街の南端付近に造営したローマ浴場。当時はアントニヌス浴場（ラテン語: Thermae Antoninianae）とも呼ばれていた。日本語訳でカラカッラ浴場と表記されることもある。

## 構造
212年から216年にかけて、カラカラ帝の治世に造営された。構成は225mの長さに185mの幅、おおよその高さは38.5mほどで、あちらこちらに2,000から3,000の浴槽を設置できた。この浴場には「フリギダリウム（frigidarium）」と呼ばれる冷室と 「テピダリウム（tepidarium）」と呼ばれる温室と「カルダリウム（caldarium）」と呼ばれる熱室と2つの「パライストラ」という、今でいうジムのようなものさえあった。浴場や貯水所へ水を引き入れるための水道もあった。
建物は「ハイポカウスト」というシステムによって加熱されていた。供されたアクエドュクトによって付加された水の加熱をするために、地下で石炭を燃焼させるシステムである。これは19世紀まで使用されてきた。

## 建設目的
カラカラ浴場の建物群は、ただの浴場よりもむしろ娯楽性の高いレジャー施設であった。また、古代ローマの帝政期以降は男性間の同性愛行為がごく自然な性行為と見なされていた事もあり発展場としての役割もあった。「浴場」は公立図書館の建物群の中の附属建造物であり、この図書館は同じ大きさの2つの部屋にそれぞれギリシャ語とラテン語の書物が収蔵されていた。

## 現在
20世紀のはじめ、この浴場のデザインは幾つかの現代建築のインスピレーションとして用いられた。それにはバングラデシュの首都のダッカの議会庁舎とアメリカ、ニューヨークのペンシルベニア駅が含まれる。
遺跡は夏のオペラシーズンのローマ歌劇場のバックドロップとして建っている。1960年のローマオリンピックの間の器械体操競技会や1990年イタリアFIFAワールドカップ決勝前夜の三大テノールのコンサートのように現代のイベントの開催地の1つになってきており、また、ローマの観光名所の1つとしても親しまれている。